# Benthophilus ragimovi
Benthophilus ragimovi är en fiskart som beskrevs av Boldyrev och Bogutskaya 2004. Benthophilus ragimovi ingår i släktet Benthophilus och familjen smörbultsfiskar. Inga underarter finns listade.

## Bildgalleri

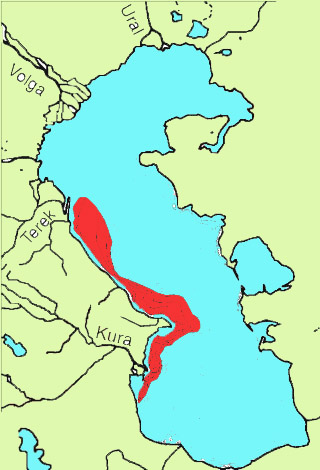